# العلاقات التونسية الكوبية
العلاقات التونسية الكوبية هي العلاقات الثنائية التي تجمع بين تونس وكوبا.

## مقارنة بين البلدين
هذه مقارنة عامة ومرجعية للدولتين:
| وجه المقارنة                                              | تونس                                       | كوبا                              |
| --------------------------------------------------------- | ------------------------------------------ | --------------------------------- |
| المساحة (كم2)                                             | 163.61 ألف                                 | 109.88 ألف                        |
| عدد السكان (نسمة)                                         | 11.53 مليون                                | 11.48 مليون                       |
| الكثافة السكانية (ن./كم²)                                 | 70.47                                      | 104.48                            |
| العاصمة                                                   | تونس                                       | هافانا                            |
| اللغة الرسمية                                             | اللغة العربية                              | اللغة الإسبانية                   |
| العملة                                                    | دينار تونسي                                | بيزو كوبي، بيزو كوبي قابل للتحويل |
| الناتج المحلي الإجمالي (بليون دولار)                      | 40.26 مليار                                | 87.13 مليار                       |
| الناتج المحلي الإجمالي (تعادل القوة الشرائية) بليون دولار | 129.05 مليار                               |                                   |
| الناتج المحلي الإجمالي الاسمي للفرد دولار أمريكي          | 3.87 ألف                                   |                                   |
| الناتج المحلي الإجمالي للفرد دولار أمريكي                 | 11.44 ألف                                  |                                   |
| مؤشر التنمية البشرية                                      | 0.721                                      | 0.769                             |
| رمز المكالمات الدولي                                      | +216                                       | +53                               |
| رمز الإنترنت                                              | .tn                                        | .cu                               |
| المنطقة الزمنية                                           | ت ع م+01:00، توقيت وسط أوروبا، ت ع م+02:00 | 00                                |

## منظمات دولية مشتركة
يشترك البلدان في عضوية مجموعة من المنظمات الدولية، منها:
| علم المنظمة | اسم المنظمة                   | تاريخ انضمام تونس | تاريخ انضمام كوبا |
| ----------- | ----------------------------- | ----------------- | ----------------- |
|             | يونسكو                        | 8 نوفمبر 1956     | 29 أغسطس 1947     |
|             | منظمة حظر الأسلحة الكيميائية  | ?                 | ?                 |
|             | منظمة التجارة العالمية        | ?                 | ?                 |
|             | الاتحاد البريدي العالمي       | ?                 | ?                 |
|             | منظمة الشرطة الجنائية الدولية | ?                 | ?                 |
|             | الأمم المتحدة                 | 12 نوفمبر 1956    | 24 أكتوبر 1945    |
|             | الاتحاد الدولي للاتصالات      | 14 ديسمبر 1956    | 16 يناير 1918     |
|             | المنظمة الهيدروغرافية الدولية | ?                 | ?                 |

## وصلات خارجية
- موقع وزارة الخارجية التونسية
- موقع وزارة الخارجية الكوبية